# Parvipalpus major
Parvipalpus major is een vlokreeftensoort uit de familie van de Caprellidae. De wetenschappelijke naam van de soort is voor het eerst geldig gepubliceerd in 1941 door Carausu.